# Hexatoma carinivertex
Hexatoma carinivertex är en tvåvingeart som beskrevs av Alexander 1949. Hexatoma carinivertex ingår i släktet Hexatoma och familjen småharkrankar. Inga underarter finns listade i Catalogue of Life.